# بنجامين بوشامب
بنجامين بوشامب هو سياسي كندي، ولد في 21 ديسمبر 1842، وتوفي في 3 مارس 1913 في Saint-Hermas ‏ في كندا. نشط حزبياً في Conservative Party of Quebec (historical) ‏. وقد انتخب عضو الجمعية الوطنية في كيبك ‏.